# Forme de Killing
Pour les articles homonymes, voir Killing.
 (septembre 2023).
Si vous disposez d'ouvrages ou d'articles de référence ou si vous connaissez des sites web de qualité traitant du thème abordé ici, merci de compléter l'article en donnant les références utiles à sa vérifiabilité et en les liant à la section « Notes et références ».
Dans la théorie des algèbres de Lie, la forme de Killing est une forme bilinéaire symétrique naturellement associée à toute algèbre de Lie. Elle reflète un certain nombre de propriétés des algèbres de Lie (semi-simplicité, résolubilité…).

## Définition
Soit g une K-algèbre de Lie, où K désigne un corps (commutatif). La représentation adjointe définit pour tout vecteur x de g un endomorphisme K-linéaire ad(x) du K-espace vectoriel g :
Si g est de dimension finie, il existe une forme bilinéaire symétrique B définie par :
où Tr désigne l'opérateur trace. Cette forme est appelée forme de Killing de g.
La forme de Killing est l'unique forme bilinéaire symétrique sur g invariante sous l'action des automorphismes de la K-algèbre de Lie g et vérifiant l'identité remarquable :
Curieusement, la forme de Killing a été définie par Élie Cartan, tandis que la matrice de Cartan a été définie par Wilhelm Killing.